# Frederik Christian Lindeman
Frederik Christian Lindeman   (4 de desembre de 1803 - 29 de juliol de 1868) fou un organista noruec pertanyent a la Lindeman (nissaga de músics) (era el fill gran).
Inicialment el va ensenyar el pare i més tard va anar Christiania per a estudis posteriors. Durant la seva estada, va ser organista a l'església de Vår Frelser (1820-1826), iniciant així la dinastia Lindemand a la catedral. De tornada a Trondheim, va treballar com a professor a l'Institut Deaf-Dust de la ciutat i posteriorment va ser considerat pioner en l'organització de l'ensenyament per a persones sordes. També va ser organista a l' Església de l'Hospital i després de la mort del seu pare el 1857, va assumir el càrrec d'organista a l'església de la Mare de Déu.
Lindeman estava casat amb Stine Marie Lerche (nascuda el 1818).